# Godefroy de Montmirail
« Papincourt » redirige ici. Pour le vrai endroit, voir Popincourt. Pour les vraies gens, voir Jean de Popincourt.
 (juin 2011).
Si vous disposez d'ouvrages ou d'articles de référence ou si vous connaissez des sites web de qualité traitant du thème abordé ici, merci de compléter l'article en donnant les références utiles à sa vérifiabilité et en les liant à la section « Notes et références ».
Godefroy Amaury de Malefète, comte de Montmirail, d'Apremont et de Papincourt, dit « le Hardi », capitaine de Louis VI le Gros, est un personnage fictif cinématographique interprété par Jean Reno qui apparaît dans la série de films Les Visiteurs, de Jean-Marie Poiré, dont le premier opus est sorti sur les écrans en 1993.

## Biographie fictive
Godefroy de Malefète est né en 1076 (ou 1079), fils d'Aldebert de Malefète et de Thibaude de Montfaucon. Il a sauvé le roi lors de la bataille de Montlhéry (probablement la tentative de Milon II pour s'emparer du château de Montlhéry en 1105, déjouée par l'arrivée des troupes royales qui l'obligèrent à quitter les lieux). Pour le récompenser, le roi lui octroie le comté de Montmirail, et il est fait 1er comte du nom. Il a ensuite aidé le roi Louis VI le Gros, entouré de chevaliers, à affronter aux frontières du royaume Henri Ier Beauclerc, roi d'Angleterre et duc de Normandie
Proche du roi Louis VI, il l'accompagne dans ses rencontres secrètes, dont celle avec une princesse anglaise. Ce rendez-vous galant, qui a lieu en 1123, sert de scène d'ouverture au premier film. Surpris par des chevaliers anglais, Godefroy se bat pour protéger son suzerain qui lui accorde en récompense la main de Frénégonde de Pouille, fille du duc Fulbert de Pouille. Arrivant à vue de son donjon où l'attend sa promise, il est drogué par une sorcière qu'il a capturée en revenant sur ses terres, et abat par erreur son futur beau-père d'un carreau en plein front.
Voulant à tout prix racheter sa faute et épouser Frénégonde, Godefroy fait appel aux pouvoirs du mage Eusæbius qui peut lui faire traverser le temps, afin de revenir quelques minutes avant l'accident et empêcher sa survenue. Mais le mage se trompe dans la formulation de sa potion magique, et expédie Godefroy et son écuyer au XXe siècle, en 1992, où il rencontre sa descendante Béatrice mariée à un dentiste. Avec l'aide de Ferdinand Eusèbe, médium et descendant d'Eusæbius, Godefroy réussit à rentrer chez lui et à réparer sa faute, mais son écuyer parvient également à déguiser son propre descendant, propriétaire du château de Montmirail au XXe siècle, et à l'envoyer à sa place au Moyen Âge, afin de pouvoir rester avec Ginette, mendiante et vagabonde. Sitôt remis de son aventure, Godefroy n'a d'autre choix que de retourner au XXe siècle pour empêcher la mort de son beau-père littéralement aspiré dans les couloirs du temps que Jacquouille n'a pas complètement refermés.
Après avoir sauvé son fief d'une attaque menée par le Duc de Luigny, seigneur bourguignon, et sauvé le descendant de Jacquouille de la torture d'un moine inquisiteur, frère Ponce, Godefroy parvient également à retrouver une partie des bijoux du Duc de Pouille après être revenu au XXe siècle.
Malheureusement, le grand Marnier ajouté par sa descendante, Béatrice, à la potion censée le ramener au Moyen Âge l'expédie avec son écuyer, Jacquouille, au début de la Révolution française, en 1793. Godefroy habillé en chevalier, et Jacquouille avec une tunique ressemblant à celle des soldats anglais, ils sont rapidement arrêtés par les gardes révolutionnaires et emprisonnés pour être interrogés par Jacquouillet, un accusateur public et autre descendant de Jacquouille à cette époque.
Godefroy est alors confronté à sa descendance de l'époque, qui essaie d'échapper à la Révolution : lui et son écuyer Jacquouille les aident à fuir et tentent de retrouver un descendant de l'Enchanteur pour rentrer à leur époque. Les deux personnages commencent en effet à subir les effets de leur voyage dans le temps en vieillissant beaucoup plus vite. Après avoir trouvé l'enchanteur, Godefroy et Jacquouille parviennent à repartir mais une nouvelle erreur se produit et les amène en 1943, en pleine Seconde Guerre mondiale.

## Série de films
Dans Les Visiteurs en Amérique (le film n'entre pas dans le cadre de la série, puisqu'il s'agit d'un remake de l’œuvre originale Les Visiteurs), le personnage de Thibault de Malfète est un équivalent de Godefroy.

## Documentaire et articles sur le sujet
Un documentaire lui a été consacré en 2005puis de nombreux articles pour les 30 ans anniversaire de sa sortie au public,,toujours culte depuis lors,.

## Devise
La devise des Montmirail est : « Que trépasse si je faiblis.»
Lors d'un combat, Godefroy la fait précéder par le cri de guerre des chevaliers français : « Montjoie ! Saint Denis ! »,,,.

## Armoiries imaginaires
| Armes | Blason de Godefroy de Montmirail |
| ----- | --- |
|       | Tiercé en chevron d'azur à deux alérions de gueules (enquerre), d'or et de sinople à la tour de gueules ouverte et ajourée de sable (enquerre). Devise : « Que trépasse si je faiblis » Couronne : de comte Ce sont des Armes à enquerre |
|       | Étrangement, Godefroy dispose d'un écu, au moment du combat avec les CRS, dont le blasonnement est différent de celui de sa tunique : De gueules à la bordure d'azur, au franc-quartier d'or à la bande d'azur chargé d'une tour crénelée de trois pièces de gueules, ajourée, ouverte de sable et posée à plomb. Ce sont également des Armes à enquerre |